# Mythimna coreana
Mythimna coreana är en fjärilsart som beskrevs av Felix Bryk 1948. Mythimna coreana ingår i släktet Mythimna och familjen nattflyn. Inga underarter finns listade i Catalogue of Life.